# Jaderná fúze
Jaderná či nukleární fúze je typ jaderné reakce, při které dochází ke slučování atomových jader lehčích prvků v jádra těžších prvků a zároveň k uvolnění energie. Termojaderná fúze probíhající za vysokých teplot je zdrojem energie většiny hvězd včetně Slunce. Jaderná fúze je v principu opakem štěpení jader těžkých prvků.
Proti slučování jader působí odpudivá elektrická interakce (obě jádra jsou kladně nabitá). Dostanou-li se však lehká jádra dostatečně blízko k sobě, aby překonala Coulombovu bariéru, převládne nad elektrickou silou přitažlivá jaderná síla a obě jádra se sloučí. Rozdíl mezi klidovými hmotnostmi jader před a po sloučení se uvolní ve formě energie.

## Termonukleární fúze
Jedním ze způsobů, jak může fúze probíhat, je působení vysoké teploty a tlaku, kdy do sebe jádra mohou narazit s dostatečnou energií k překonání coulombovské bariéry. V tom případě mluvíme o termonukleární fúzi.
V jádru Slunce a dalších menších hvězd hlavní posloupnosti probíhá takzvaný proton-protonový cyklus, kdy se slučují samotné protony (jádra vodíku) na helium. U větších hvězd ke stejné proměně dochází cyklem C-N-O.
Ve starších hvězdách dále dochází k 3-alfa reakci, kdy se protonovým cyklem vytvořené helium přeměňuje na uhlík. Ve větších hvězdách pak fúzemi vznikají i další prvky jako je neon, kyslík nebo křemík. Nejtěžší prvek vznikající ve hvězdách termonukleární fúzí je železo, které má příliš silné vazby (fúze energii neprodukuje, ale spotřebovává) a při jeho nahromadění dochází ke gravitačnímu kolapsu a explozi supernovy. Těžší prvky ve vesmíru vznikají jinými typy nukleosyntézy, například při této explozi.

## Jaderná fúze za studena
Existují také jaderné fúze bez použití vysokých teplot, nicméně není známý způsob, jak je uplatnit jako zdroj energie. Mezi tyto způsoby patří např. mionová katalýza, pyroelektrická fúze a některé další.

## Využití v energetice

Fúze deuteria a tritia za vzniku neutronu a helia

Snaha o využití jaderné fúze jako zdroj energie je předmětem bádání, jehož cílem je vytvořit fúzní reaktor. K tomuto zkoumání slouží zejména tokamaky a stelarátory.
Jednorázovou jadernou fúzní reakci není těžké vyvolat (lze jí dosáhnout např. elektrickým výbojem), je ale obtížné udržet ji v reaktoru po delší dobu a zajistit kladnou bilanci získané energie ku dodané.
Reakce teoreticky použitelná pro výrobu energie na Zemi je syntéza deuteria a tritia (deuterio-tritiová fúze):
D + T → 4He + n
Deuterium je v přírodě běžně se vyskytující izotop vodíku. Ve svém jádře obsahuje jeden proton a jeden neutron. Tritium je izotop vodíku, který oproti deuteriu obsahuje ještě jeden neutron navíc. Vyskytuje se velmi vzácně, protože jeho poločas rozpadu je 12 let.